# Nesøya
Nesøya (sinngemäß aus dem Norwegischen übersetzt Landspitzeninsel oder Kapinsel) ist eine Insel vor der Prinz-Harald-Küste des ostantarktischen Königin-Maud-Lands. Sie gehört zur Inselgruppe Flatvær und liegt auf der Ostseite der Einfahrt zur Lützow-Holm-Bucht.
Norwegische Kartografen kartierten sie 1946 anhand von Luftaufnahmen, die bei der Lars-Christensen-Expedition 1936/37 entstanden, und gaben ihr einen deskriptiven Namen.